# Grove Hill
Grove Hill is een plaats (town) in de Amerikaanse staat Alabama, en valt bestuurlijk gezien onder Clarke County.

## Demografie
Bij de volkstelling in 2000 werd het aantal inwoners vastgesteld op 1438.
In 2006 is het aantal inwoners door het United States Census Bureau geschat op 1381, een daling van 57 (-4,0%).

## Geografie
Volgens het United States Census Bureau beslaat de plaats een oppervlakte van
12,9 km², geheel bestaande uit land. Grove Hill ligt op ongeveer 154 m boven zeeniveau.

## Plaatsen in de nabije omgeving
De onderstaande figuur toont de plaatsen in een straal van 40 km rond Grove Hill.